# 雷德斯普林斯鎮區 (北卡羅萊納州羅伯遜縣)
雷德斯普林斯（英語：Red Springs）是一個位於美國北卡羅萊納州羅伯遜縣的城鎮。

## 人口
根據2020年美國人口普查的數據，雷德斯普林斯的面積為49.72平方千米，皆為陸地。當地共有人口5020人，而人口密度為每平方千米101人。